# Myrcia jacobinensis
Myrcia jacobinensis là một loài thực vật có hoa trong Họ Đào kim nương. Loài này được Mattos mô tả khoa học đầu tiên năm 1966.